# Rupert Schenk
Rupert Schenk (2 de noviembre de 2001) es un deportista alemán que compite en bobsleigh. Ganó una medalla de bronce en el Campeonato Mundial de Bobsleigh de 2024, en la prueba cuádruple.

## Palmarés internacional
| Campeonato Mundial | Campeonato Mundial    | Campeonato Mundial | Campeonato Mundial |
| Año                | Lugar                 | Medalla            | Prueba             |
| ------------------ | --------------------- | ------------------ | ------------------ |
| 2024               | Winterberg (Alemania) | Medalla de bronce  | Cuádruple          |